# غوا زو جيان

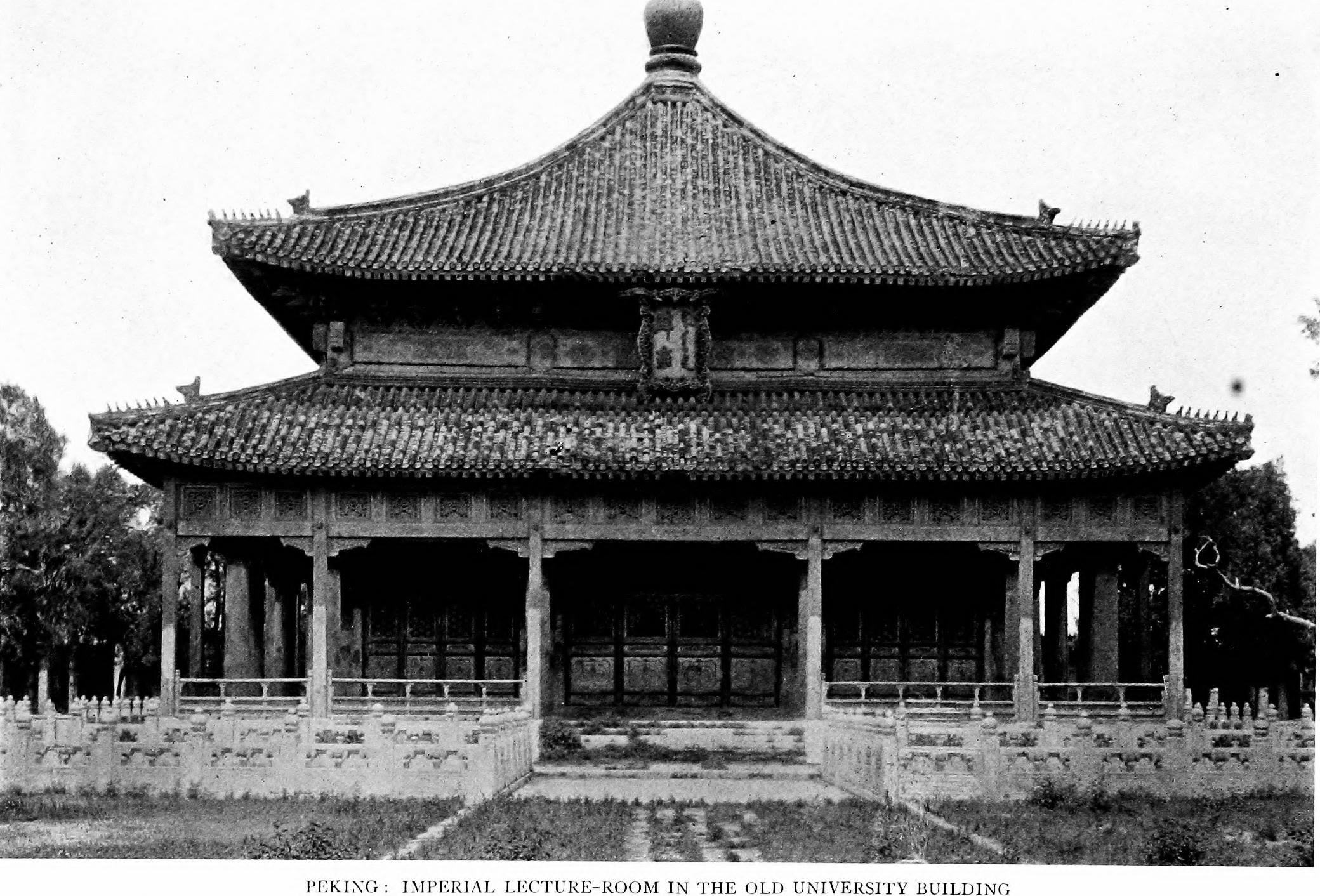
بيونغ، قاعة المحاضرات الإمبراطورية في بكين غوا زو جيان

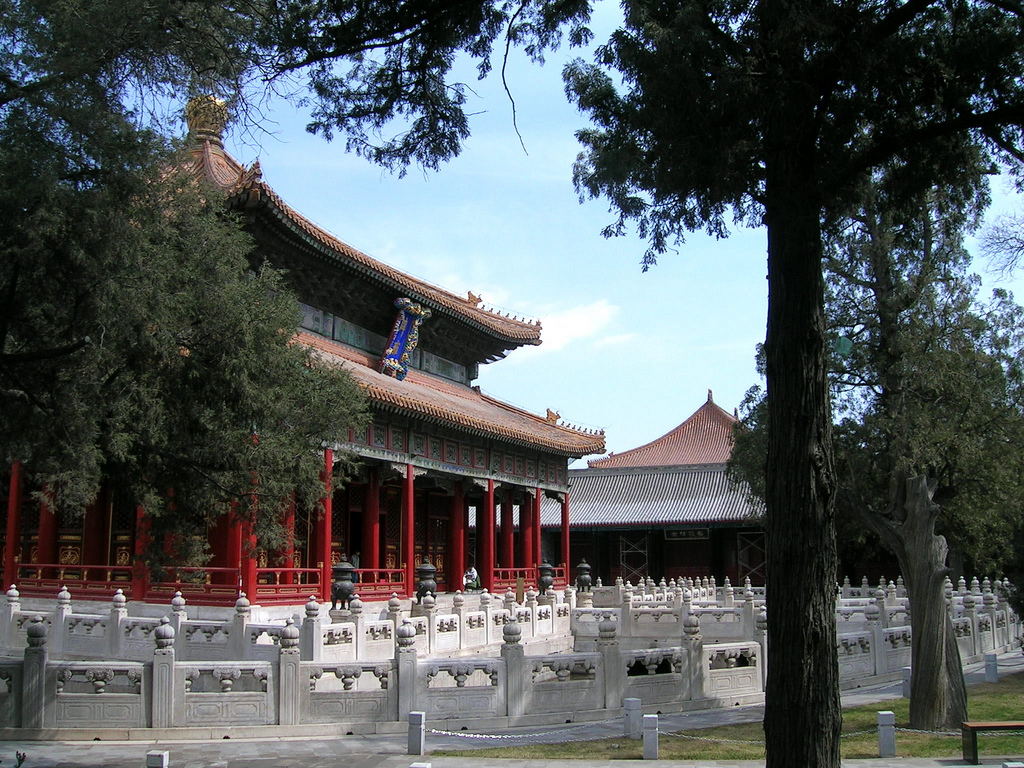
قاعة المحاضرات الإمبراطورية والفصول الدراسية في بكين غوا زو جيان

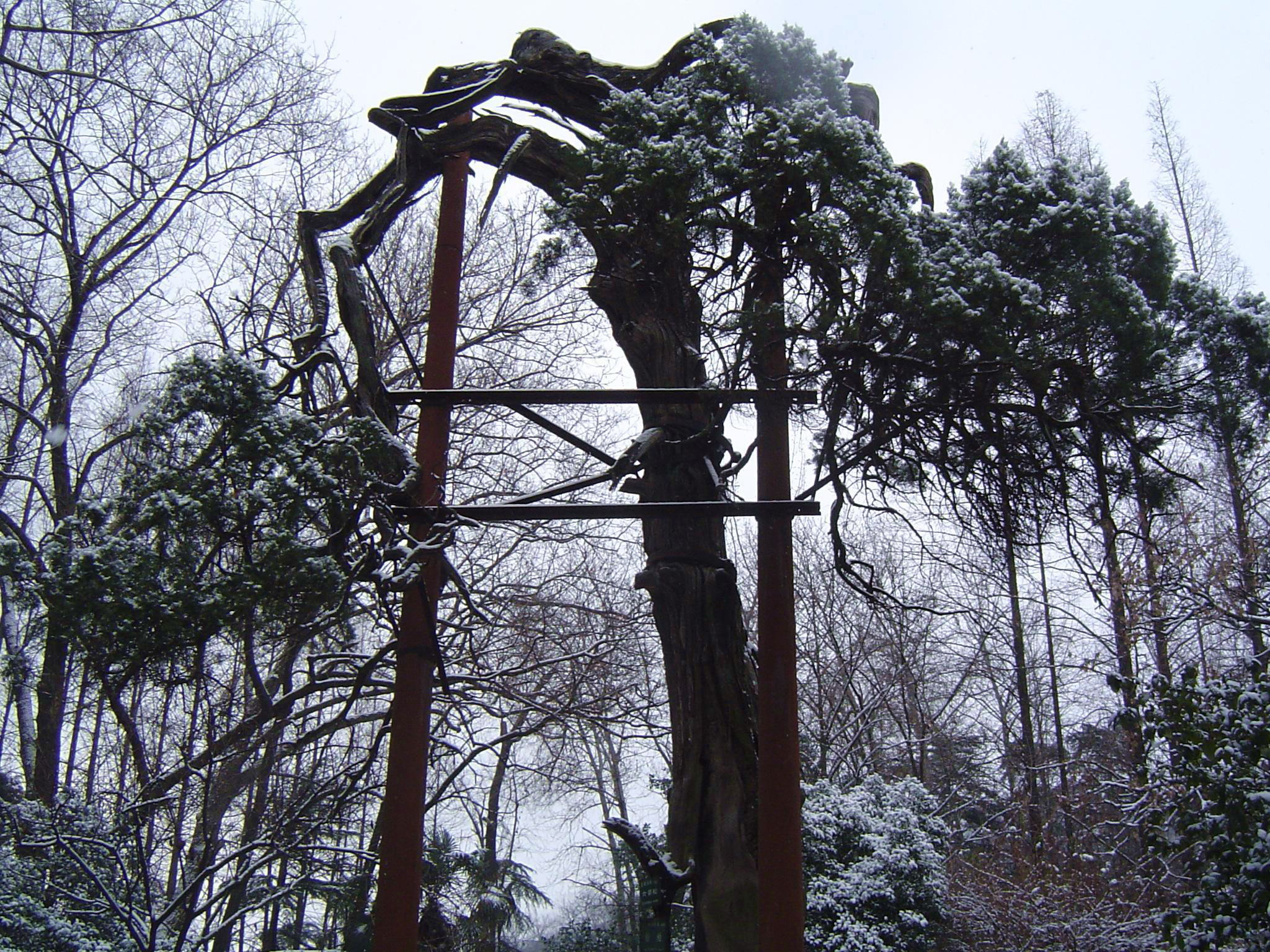
عرعر صيني من زمن السلالات الستة، رمز نانجينغ غوا زو جيان

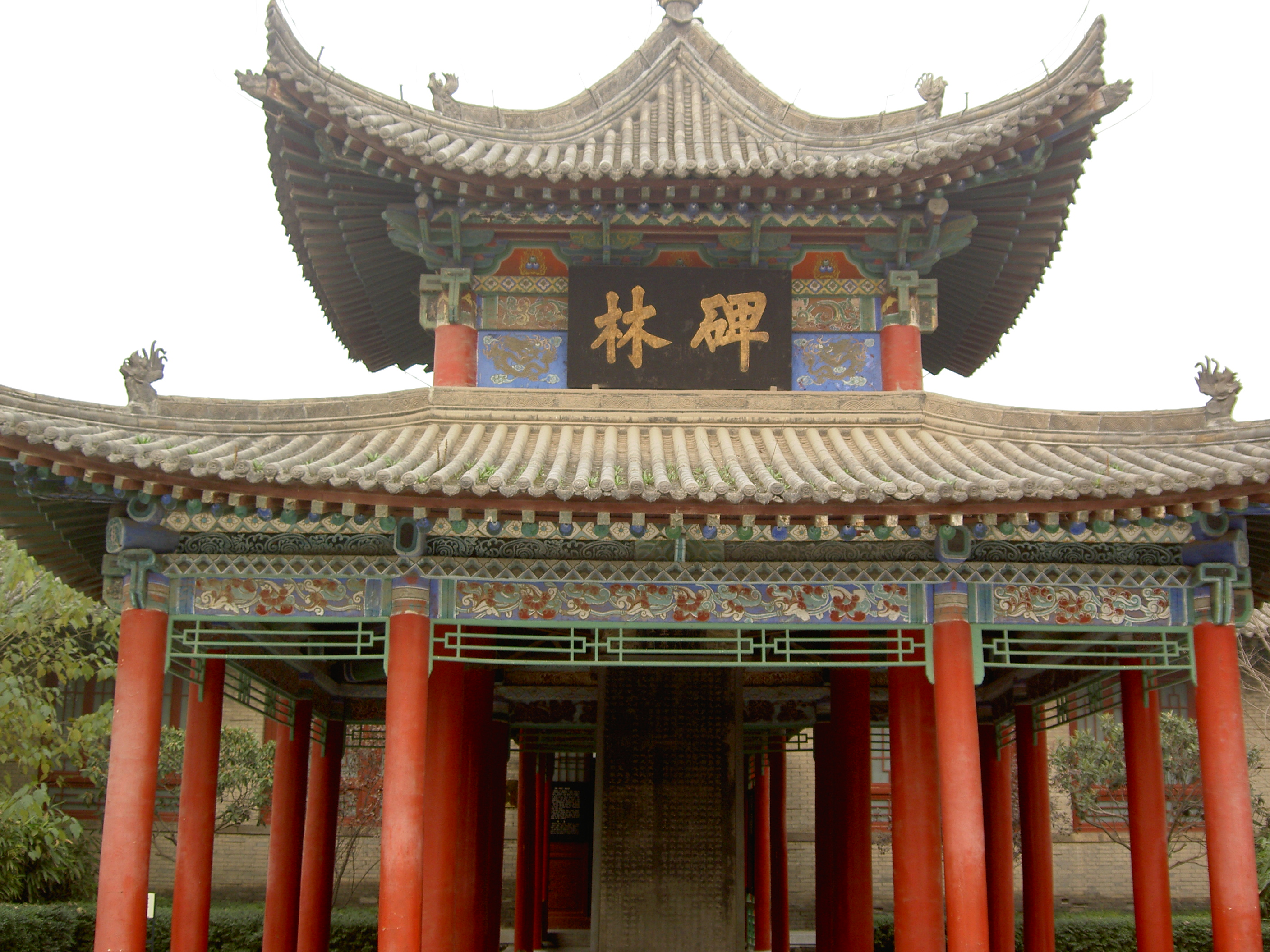
متحف بيلين في مدينة شيان، حيث تجمع العديد من اللوحات القديمة من تشانغآن من أسرة تانغ

غوا زو جيان، (بالصينية: 国子监)(بالفيتنامية: Quốc Tử Giám)‏ تُترجم أحيانًا باسم الكلية الإمبراطورية أو الأكاديمية الإمبراطورية أو الجامعة الإمبراطورية أو الأكاديمية الوطنية أو الجامعة الوطنية، كانت المؤسسة الوطنية المركزية للتعليم العالي في السلالات الصينية بعد سلالة سوي. كانت أعلى مؤسسة للبحث الأكاديمي والتعلم في نظام التعليم التقليدي في الصين، إضافة إلى مهامها في إدارة التعليم.

## التاريخ
كانت تسمى سابقًا تاي شا، وتعني حرفياً «الجامعة الإمبراطورية». أنشئت المدارس المركزية في تاي شا منذ سنة 3 في فترة الحقبة العامة، عندما تم إنشاء وتمويل نظام مدرسي قياسي على مستوى البلاد في عهد الإمبراطور بينغ هان.
منذ سلالة سوي، كانت تسمى غوا زو جيان.
خلال عهد أسرة مينج، شجع الإمبراطور هونجو على دراسة القانون والرياضيات والخط والفروسية والرماية في غوا زو جيان.
أغلق في عام 1905 غوا زو جيان. خلال إصلاح 1898 لأسرة تشينغ، تم استبدال وظائف التعليم والإدارة التعليمية غوا زو جيان بشكل أساسي بجامعة إمبريال كابيتال (التي تُرجمت أيضًا باسم الجامعة الإمبراطورية في بكين)، والتي عُرفت فيما بعد باسم جامعة بكين.

## المواقع

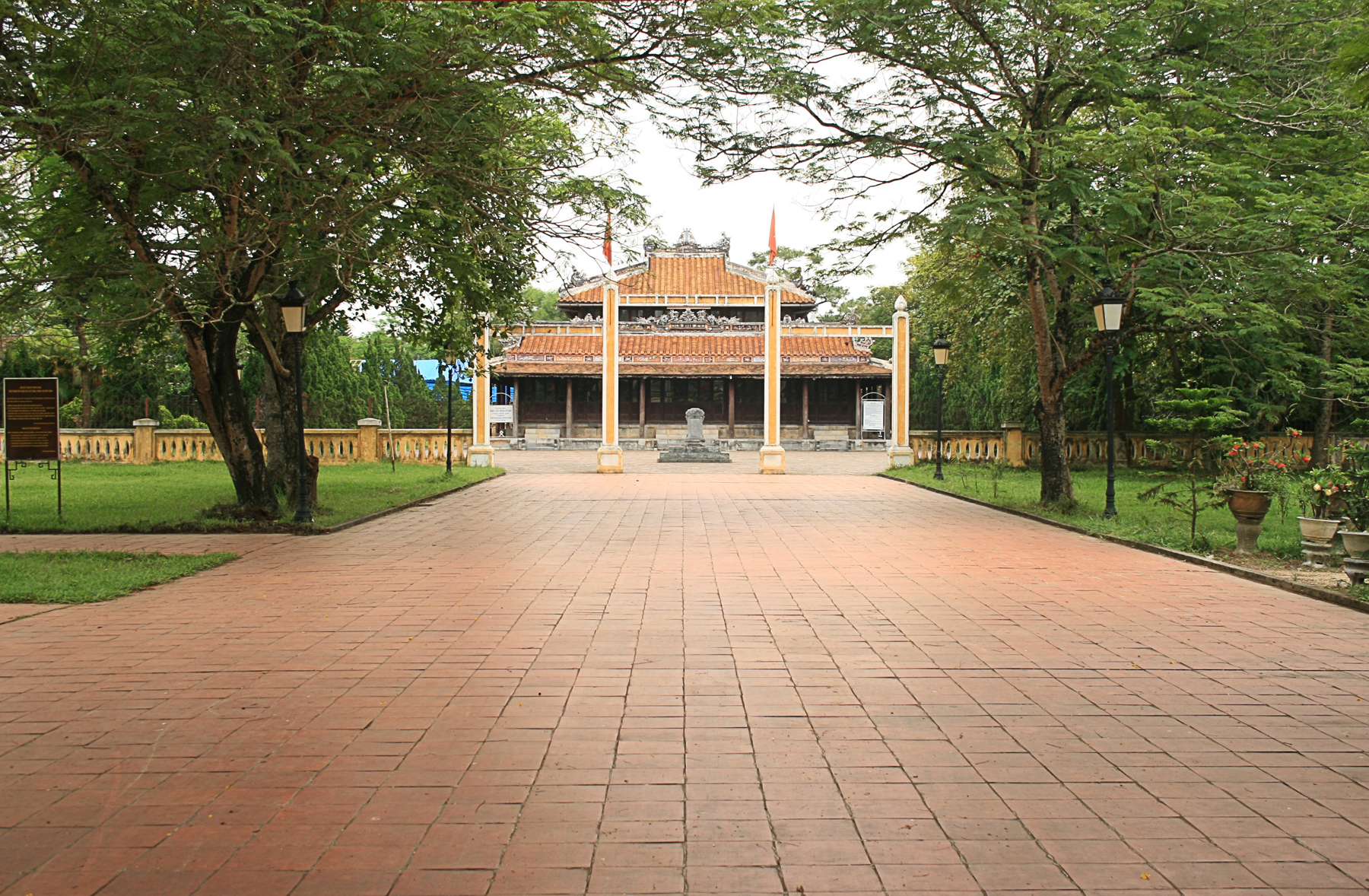
مدخل الأكاديمية الإمبراطورية في هيو، وسط فيتنام

تقع غوا زو جيان في العاصمة الوطنية لكل سلالة، مثل تشانغان ولويانغ وكايفنغ وهانغتشو. في السنوات الأولى لسلالة مينغ، كانت غوا زو جيان في نانجينغ، ثم كانت هناك عاصمتان، وبالتالي كان هناك اثنان من غوا زو جيان، واحدة في نانجينغ (أصبحت فيما بعد جامعة نانجينغ) وواحدة في بكين. خلال عهد أسرة تشينغ، كانت غوا زو جيان في بكين.
كانت غوا زو جيان الواقعة في شارع غوا زو جيان في منطقة دونغتشنغ، هي الكلية الإمبراطورية خلال سلالات يوان ومينغ وكينغ. بني معظم المباني الحالية خلال عهد أسرة مينج. وتعتبر آخر مؤسسات غوا زو جيان في الصين وسلف جامعة بكين.

## فيتنام
في فيتنام، كانت الأكاديمية الإمبراطورية (بالفيتنامية: Quốc Tử Giám)‏ موجودة خلال عهد أسرة تران وما بعدها. كان مقر الأكاديمية الإمبراطورية في معبد الأداب في هانوي.

### اقتباسات
1. ↑  Yuan, 194.
2. ↑  Frederick W. Mote؛ Denis Twitchett (26 فبراير 1988). The Cambridge History of China: Volume 7, The Ming Dynasty, 1368-1644. Cambridge University Press. ص. 131–. ISBN:978-0-521-24332-2. مؤرشف من الأصل في 2021-03-05.
3. ↑  Yuan, 193.
4. ↑  Frederick W. Mote؛ Denis Twitchett (26 فبراير 1988). The Cambridge History of China: Volume 7, The Ming Dynasty, 1368-1644. Cambridge University Press. ص. 122–. ISBN:978-0-521-24332-2. مؤرشف من الأصل في 2021-01-14.
5. ↑  "Guozijian". James P. Geiss Foundation. مؤرشف من الأصل في 2017-08-13.